# Æbleskiver
Æbleskiver je dánský moučník či dezert z těsta podobného lívancovému ve tvaru malé koule. Jsou podávány především v předvánočním období; často s gløggem, obdobou svařeného vína; nebo jako dopolední svačina. Recept byl přinesen z přistěhovalci do USA, kde se polévají javorovým sirupem nebo plní čokoládou a podávají k snídani. Podobný moučník, pod jménem munker, je znám i v Norsku, ale není zdaleka tak populární. Přes svůj název který znamená „plátky jablek“ zpravidla žádná jablka neobsahují. Označení tak snad odráží jejich tvar, podle jiného podání se v 17. století opravdu toto ovoce obsahovaly a jednalo se o jablka smažená v těstíčku.
Těsto se připravuje z mouky, mléka, vajec a jedlé sody, prášku do pečiva či droždí, dochuceno je cukrem a kardamomem, a smaží se na másle. Z bílků je před přípravou vyšlehán sníh a žloutek je přidáván zvlášť, což zajišťuje nadýchanou konzistenci. Těsto může navíc obsahovat také podmáslí či rozpuštěné máslo a být ochuceno citronovou kůrou. Podávají se pocukrované a pomazané džemem, například malinovým.